# Limenitis semiramis
Limenitis semiramis är en fjärilsart som beskrevs av Franz Paula von Schrank 1801. Limenitis semiramis ingår i släktet Limenitis och familjen praktfjärilar. Inga underarter finns listade i Catalogue of Life.